# STEADY (SPEEDの曲)
「STEADY」（ステディ）は、日本の女性歌手グループ、SPEEDの2枚目のシングル。

## 解説
- SPEED初のミリオンセラーシングル（オリコン及び出荷枚数で）。
- 累計売上は150万枚（公称）[1]。オリコン集計での累計売上は127.9万枚。

## 収録曲
1. STEADY
作詞・作曲：伊秩弘将
テレビ朝日系ドラマ「イタズラなKiss」主題歌に起用された。
PV撮影は、SPEEDにしては珍しく非ロケ撮影だった。また音楽番組向けのPVも存在する。内容としてはセピア調の色合いであり海沿いの建物で歌うというものであった。
第5回のミュージックステーションスーパーライブでは、SPEEDがトップとしてこの曲を披露した。
2008年の3度目の再結成、完全復活後、初のシングル「あしたの空」の3曲目に「White Love～STEADY～Body & Soul 2008」としてメドレーで収録された。
2. HAPPY TOGETHER
3. STEADY (Instrumental)
4. HAPPY TOGETHER (Instrumental)

## 収録アルバム・PV集
アルバム
- Starting Over（両曲）
- MOMENT（#1）
- SPEED THE MEMORIAL BEST 1335days Dear Friends 1（両曲、#1はAtlanta Mix）
- SPEEDLAND -The Premium Best Re Tracks-（#1、Re Track）
- SPEED MEMORIAL LIVE “One More Dream” + Remix!!!（#1、ライブ音源及びZa downtown smoove mix）
- BEST HITS LIVE〜Save The Children SPEED LIVE 2003〜（#1、ライブ音源）

PV集
- SPEED VIDEO CLIPS「SPEED SPIRITS I」VHS、DVD（#1）
- SPEED VIDEO CLIPS「SPEED SPIRITS COMPLETE」DVD（#1）
- BIBLE -SPEED BEST CLIPS-DVD（#1）

オムニバスアルバム
- Hits on TV（#1）
- I LOVE 30~My Melody~（#1）
- Lovely! Pop&Cute Dance Trax（#1）

## カバー
- Crystal Kay（2021年）